# みなみ遥
みなみ 遥（みなみ はるか、2月12日 - ）は、日本のボーイズラブ漫画家。福島県出身。血液型はA型。
1996年、『微熱少年』VOL.1（一水社）に掲載された『Strawberry Children』にて商業誌デビュー。別ペンネームである南かずか名義でも活動をしている。

## エピソード
- 「南かずか」というペンネームは高校2年時から使用しており、「みなみ遥」よりも先である（『Panis AngeLics』より）。
- 『ガンダムW』における好みのカップリングはトロワ×カトルであり、同人誌やアンソロジー・コミックス、単行本『crystalize』もこのカップリングで描かれている。商業誌デビュー作『Strawberry Children』の主人公、高瀬尚人・折原綾乃両名はこのトロワとカトルの人物造形を受け継いでいるものである。

## みなみ遥名義作品リスト
一部の作品は、新装版や、紙版の電子書籍化もされている。

### コミックス
- Strawberry Children（1997年8月30日 - 2000年4月3日、光彩コミックスBOYS・L、全4巻）
- コイビト志願（2001年1月10日、ビーボーイコミックス）
- 禁断の甘い果実（2002年5月5日、ビーボーイコミックス）
- 背徳のラブ♥シック（2003年4月10日、ビーボーイコミックス）
- レンアイ・アラカルト!（2003年12月10日、ビーボーイコミックス）
- 最果ての君へ（2004年8月10日、ビーボーイコミックス）
- 花色バージンソイル（2005年3月10日、ビーボーイコミックス）
- 危険な保健医カウンセラー（2005年7月28日、あすかコミックスCL-DX）
- 君で溺れた後は（2005年11月10日、ビーボーイコミックス）
- CHILD EPICUREAN（2006年12月10日、サンワコミックス）
- 専属で愛して（2006年10月10日、ビーボーイコミックス）
- SWEET〜彼の甘い甘い味〜（2007年11月10日、ビーボーイコミックス）
- BITTER〜彼の密やかな接吻〜（2008年2月9日、ビーボーイコミックス）
- JUNK!BOYS（原作・JUNK!BOYSプロジェクト、2009年3月10日、ビーボーイコミックス）※ドラマCDが原作
- 迷える庶民に愛の手を（2009年7月30日、あすかコミックスCL-DX）
- 2乗な恋の駆け引き（2009年9月10日、ビーボーイコミックス）
- あなたの蕾をお世話します!（2009年11月10日、ビーボーイコミックス）
- フラチな彼のしつけ方（2009年11月26日、あすかコミックスCL-DX）
- 旦那様と蜜月中♥（2011年1月8日 - 11月10日、ビーボーイコミックス、全2巻）
- 幼なじみ屈折率。（2011年10月10日、ビーボーイコミックス）
- ♥アロマ♥ シリーズ（ビーボーイコミックス）
  - LOVE♥アロマ♥BODY（2012年11月9日）
  - SEXY♥アロマ♥NIGHT（2013年11月9日）
- 当主様は悪戯がお好き（2013年3月28日、あすかコミックスCL-DX）
- もも耳♥フェロモン（2013年5月10日 - 2015年12月10日、ビーボーイコミックス、全2巻）
- 今宵はキミに飢えている（2014年9月1日、あすかコミックスCL-DX）
- 下心インターンシップ宣言（2014年10月10日、ビーボーイコミックス）
- さんかくラブ・ホーム（2015年11月10日、ビーボーイコミックス デラックス）
- すき キライ…好き。（2016年2月1日、あすかコミックスCL-DX）
- よそ見なんてしないで（2017年1月10日、ビーボーイコミックス デラックス）
- 愛されたって脱ぎません。（2017年7月10日 - 2018年6月9日、ビーボーイコミックス デラックス、全2巻）
- えろくてかわいいの（2017年5月2日、X-BL）※電子書籍のみ
- 純情ヤンキー、調教中。（2017年12月1日、あすかコミックスCL-DX）
- 先生、ふしだらですよ。（2019年4月1日、あすかコミックスCL-DX）
- 愛しのハニーボーイはクライアント（2020年2月29日、あすかコミックスCL-DX）
- 不健康ボーカリストとオイシイ専属契約（2021年4月1日、あすかコミックスCL-DX）

### イラスト担当作品

#### アンソロジー表紙
- 別冊・天使のお茶会（1998年8月15日、光彩コミックス）
- Pure Heart １（2009年4月10日、北辰BLコミック）※『幼馴染みと俺。』も掲載

#### 小説挿絵
- KISEKIみたいな恋をした（近藤あきら　著／1999年5月1日、リーフノベルズ）
- 恋するライバル（広河瑞紀　著／2000年6月30日、角川ルビー文庫）
- 秘密主義のシンデレラ（天花寺悠　著／2000年10月1日、リーフノベルズ）
- 囚われの口唇（須坂蒼　著／2000年10月14日、ゲンキノベルズ）
- 30センチのジレンマ (真船るのあ　著／2000年10月31日、角川ルビー文庫）
- ラブ・ユー（花衣沙久羅　著／2001年1月10日、コバルト文庫、全5巻）
- ロンドンより愛をこめて（森本あき　著／2001年3月15日、リーフノベルズ）
- 皇林学院シリーズ（井村仁美　著／2001年3月29日 - 2001年9月29日、角川ルビー文庫、全5巻）
- ミダラ シリーズ（ふゆの仁子　著／ダリア文庫、全2巻）
  - ミダラなアナタ（2001年10月26日）
  - ワガママなアナタ（2002年12月23日）
- 許せないのはアイのせい（高岡ミズミ　著／2002年7月31日、角川ルビー文庫）
- 東京ディープナイト（雅桃子　著／2002年8月1日、リーフノベルズ）
- 愛をちょうだい（柊平ハルモ　著／2003年3月1日、角川ルビー文庫）
- 全寮制男子校物語!（花衣沙久羅　著／2003年6月10日 - 2004年9月10日、コバルト文庫、全6巻）
- 月夜に シリーズ（南原兼　著／花丸文庫)
  - 月夜に懺悔は似合わない♥（2003年7月25日）
  - 月夜に神父は愛さない♥（2007年9月25日）
- Designer’s Caf´e Tokyo（水上ルイ　著／2003年8月1日 - 2003年9月15日、リーフノベルズ、全2巻）
- ふらちな恋愛小説のオキテ （葛城しずか　著／2003年10月31日、角川ルビー文庫）
- 猛獣つかいはオリの中（水島忍　著／2003年11月25日、 花丸文庫)
- ショパン シリーズ（南原兼　著／ラピス文庫、全3巻）
  - ピンクのショパン♥（2004年2月10日）
  - 仔猫のワルツ♥ (2004年6月10日）
  - 超絶技巧練習曲♥（2004年8月10日）
- 悪魔の皇子（深草小夜子　著／2004年10月30日 - 2006年5月31日、角川ビーンズ文庫、全6巻）
- キスしてブラザー（池戸裕子　著／2005年1月1日、パレット文庫）
- 華宵楼恋歌（深山くのえ　著／2005年10月1日、パレット文庫）
- 純情ナース 研修中（バーバラ片桐　著／2006年1月10日、LAPIS more）
- キラリ! 真夏の台風少年（成田空子　著／2006年3月25日、花丸文庫）
- 独占のエスキース（鬼塚ツヤコ　著／2006年7月19日、ビーボーイスラッシュノベルズ)
- さくらおか保育園 シリーズ（榛名悠　著／角川ルビー文庫、全3巻）
  - 先生たちの秘密のお遊戯（2008年6月1日）
  - 先生たちの恋はナイショ（2008年11月1日）
  - 寝室には立ち入り禁止!（2009年7月31日）
- チャイナ・ノアール 憎しみの果て（弓月あや　著／2009年10月9日、プラチナ文庫）
- 絶対運命の恋（榛名悠　著／2010年4月28日、角川ルビー文庫）
- くちづけで世界は変わる（神楽日夏　著／2010年8月27日、ガッシュ文庫）
- 不機嫌な初恋（成宮ゆり　著／2010年11月30日、角川ルビー文庫）
- 幾久しくお願いします。（夢乃咲実　著／	2011年1月19日、ビーボーイノベルズ）
- そんなサービス困ります（森本あき　著／2012年3月22日、花丸文庫）
- 蜜愛♥ラブツインズ（バーバラ片桐　著／2012年5月7日、B‐PRINCE文庫）
- 甘い指、熱い唇（神楽日夏　著／2012年7月31日、角川ルビー文庫）
- ミリオンダラーの婚約者（桂生青依　著／2013年1月18日、ビーボーイノベルズ）
- 溺愛ウェディング 〜林檎姫の淫らな蜜月〜（京極れな　著／2014年6月3日、シフォン文庫）※電子書籍のみ
- 鬼の求婚 〜桃太郎の受難（真崎ひかる　著／2014年11月1日、角川ルビー文庫）
- いけない執事様（御堂なな子　著／2018年6月7日、ビーボーイデジタルノベルズ）※電子書籍のみ

#### ドラマCD
- セクシーボイスで囁いて～皇林学院シリーズ～（2002年6月20日、サイバーフェイズ）※挿絵担当の原作
- 禁断の甘い果実（2002年12月28日、Cue Egg Label（後に復刻版あり））※原作
- 東京ディープナイト（2003年4月15日、リーフ出版）※挿絵担当の原作
- チェリーボーイ作戦（2004年1月15日 - 2004年9月15日、 ワンダーファーム、全2巻）
- レンアイ・アラカルト!（2004年8月25日、ルボー・サウンドコレクション）※原作
- ショパンシリーズ（2005年2月23日 - 2011年12月21日、ランティス、全7巻）※挿絵担当の原作
- 背徳のラブ♥シック（2005年3月28日、Cue Egg Label（後に復刻版あり））※原作
- 花色バージンソイル（2005年11月28日、Cue Egg Label（後に復刻版あり））※原作
- 最果ての君へ（2006年1月25日、ルボー・サウンドコレクション）※原作
- 危険な保健医カウンセラー（2006年5月25日、ルボー・サウンドコレクション）※原作
- JUNK！BOYS（2006年10月27日 - 2007年4月27日、ルボー・サウンドコレクション、全2巻）
- 専属で愛して（2007年7月25日、Cue Egg Label）※原作
- SWEET〜彼の甘い甘い味〜（2008年10月29日、Cue Egg Label）※原作
- BITTER〜彼の密やかな接吻〜（2009年1月28日、Cue Egg Label）※原作
- 迷える庶民に愛の手を（2009年10月21日、ルボー・サウンドコレクション）※原作
- 2乗な恋の駆け引き（2009年10月28日、Cue Egg Label）※原作

### イラスト集
- みなみ遥イラスト集 Panis AngeLics 〜天使の糧〜（1998年8月28日初版発行、光彩書房）ISBN 4-905965-77-2

## 南かずか名義作品
一部の作品は、新装版や、紙版の電子書籍化もされている。

### コミックス
- 新機動戦記ガンダムW・オリジナルコミック　crystalize（1996年6月1日、ムービック）
- Sweet Embrance（後に「桐ノ院学園シリーズ」副題が付く）（1997年11月24日 - 2008年5月20日、GUSTコミック→GUSHコミックス、全2巻）
- エゴイストな聖職者（2000年12月25日、 Charaコミックス）
- 蜜的男子スパイラル（2006年7月25日 - 2010年7月24日、Charaコミックス、全4巻）
- スキンクリームで濡らして（2005年7月25日、Charaコミックス）
- 隣の部屋のパラノイア（2004年7月24日、Charaコミックス）
- 仔羊捕獲ケーカク!（2002年7月25日 - 2007年7月25日、Charaコミックス、全3巻）
- ピンクレースな彼（2011年11月25日、Charaコミックス）

### イラスト担当作品

#### アンソロジー表紙
- 百合姫Wildrose vol.3（アンソロジー／2009年4月18日、一迅社）

#### 小説挿絵
- 猫でゴメンね（若月京子　著／1998年11月6日、エクリプスロマンス）
- ボクだけの先生♡（桃さくら　著／1999年2月15日、ラキアノベルズ）
- 足長おじさんの手紙（染井吉乃　著／2001年12月31日、キャラ文庫）
- アイビー シリーズ（由比まき　著／ラキアノベルズ）
  - アイビーにかくれて甘いキス（2002年4月20日）
  - ゆれるアイビーふるえる恋（2002年8月20日）
  - アイビーたちの楽園（2002年11月20日）
- ウソから出た恋人（水島忍　著／2002年9月20日、ラキアノベルズ)

#### ドラマCD
- 仔羊捕獲ケーカク!（2002年8月31日 - 2007年8月31日、Chara CD Collection、全3巻）※原作
- 蜜的男子スパイラル（2006年10月27日、Chara CD Collection）※原作